# 대한민국의 국회의장비서실장
국회의장비서실장(國會議長秘書室長)은 국회의장비서실을 대표하는 직위로, 차관급 정무직공무원으로 보한다.

## 역대 실장

### 국회의장비서실장
| 국회의장 |                                 | 이름           | 임기                             | 비고                 |
| -------- | ------------------------------- | -------------- | -------------------------------- | -------------------- |
| -        |                                 | 안용학(安用鶴) | 1961년 6월 15일~1961년 7월 6일   | 최고회의의장비서실장 |
| -        |                                 | 박태준(朴泰俊) | 1961년 7월 7일~1961년 9월 1일    | 최고회의의장비서실장 |
| 이효상   |                                 | 박정훈(朴定勳) | 1963년 12월 17일~1967년 6월 29일 | 국회의장비서실장     |
| 이효상   | 1967년 7월 10일~1968년 2월 14일 | 박정훈(朴定勳) |                                  |                      |
| 이효상   |                                 | 박동윤(朴東潤) | 1968년 2월 15일~1971년 7월 26일  |                      |
| 백두진   |                                 | 정재호(鄭在虎) | 1971년 7월 27일~1972년 12월 30일 |                      |
| 정일권   |                                 | 김종하(金鍾河) | 1973년 3월 20일~1978년 12월 22일 |                      |
| 백두진   |                                 | 전재구(全在球) | 1979년 3월 17일~1980년 8월 30일  |                      |
| 정래혁   |                                 | 이원재(李元載) | 1981년 4월 11일~1983년 4월 10일  |                      |
| 채문식   |                                 | 이하우(李夏雨) | 1983년 4월 27일~1985년 5월 10일  |                      |
| 이재형   |                                 | 최명헌(崔明憲) | 1985년 5월 13일~1988년 2월 24일  |                      |
| 이재형   |                                 | 이상구(李常九) | 1988년 3월 9일~1988년 6월 13일   |                      |
| 김재순   |                                 | 이동복(李東馥) | 1988년 6월 14일~1990년 6월 14일  |                      |
| 박준규   |                                 | 구창림(具昌林) | 1990년 6월 15일~1993년 4월 27일  |                      |
| 이만섭   |                                 | 강성재(姜聲才) | 1993년 4월 28일~1994년 6월 27일  |                      |
| 황낙주   |                                 | 이현구(李顯求) | 1994년 8월 27일~1996년 7월 9일   |                      |
| 김수한   |                                 | 구본태(具本泰) | 1996년 7월 10일~1998년 4월 1일   |                      |
| 박준규   |                                 | 구창림(具昌林) | 1998년 8월 10일~2000년 6월 7일   |                      |
| 이만섭   |                                 | 황소웅(黃昭雄) | 2000년 6월 8일~2002년 7월 7일    |                      |
| 박관용   |                                 | 김석우(金錫友) | 2002년 7월 8일~2004년 6월 9일    |                      |
| 김원기   |                                 | 김덕배         | 2004년 6월 28일~2006년 6월 18일  |                      |
| 임채정   |                                 | 박금옥(朴琴玉) | 2006년 7월 14일~2008년 3월 23일  |                      |
| 임채정   |                                 | 박우섭(朴祐燮) | 2008년 4월 10일~2008년 5월 28일  |                      |
| 김형오   |                                 | 김양수(金陽秀) | 2008년 7월 10일~2009년 8월 5일   |                      |
| 김형오   |                                 | 최거훈(崔巨勳) | 2009년 8월 24일~2010년 6월 7일   |                      |
| 박희태   |                                 | 윤원중(尹源重) | 2010년 6월 8일~2011년 12월 28일  |                      |
| 강창희   |                                 | 정진석(鄭鎭碩) | 2012년 7월 4일~2012년 12월 31일  |                      |
| 강창희   |                                 | 김연광(金演光) | 2013년 2월 14일~2014년 5월 29일  |                      |
| 정의화   |                                 | 김성동(金盛東) | 2014년 5월 30일~2015년 9월 4일   |                      |
| 정의화   |                                 | 이수원         | 2015년 9월 4일~2016년 1월 13일   |                      |
| 정의화   |                                 | 김성(金星)     | 2016년 3월 11일~2016년 5월 31일  |                      |
| 정세균   |                                 | 김교흥(金敎興) | 2016년 6월 14일~2017년 10월 31일 |                      |
| 정세균   |                                 | 황열헌         | 2017년 11월 6일~2018년 5월 29일  |                      |
| 문희상   |                                 | 박수현(朴洙賢) | 2018년 7월 13일~2019년 6월 25일  |                      |
| 문희상   |                                 | 이기우(李基宇) | 2019년 7월 2일~2020년 6월 4일    |                      |
| 박병석   |                                 | 복기왕(卜箕旺) | 2020년 6월 5일~2021년 10월 29일  |                      |
| 박병석   |                                 | 김병관(金炳官) | 2021년 11월 1일~2022년 4월 29일  |                      |
| 박병석   |                                 | 최종길         | 2022년 5월 2일~2022년 7월 4일    |                      |
| 김진표   |                                 | 박경미(朴炅美) | 2022년 7월 5일~2023년 7월 4일    |                      |
| 김진표   |                                 | 조경호         | 2023년 7월 5일~2024년 1월 4일    |                      |
| 김진표   |                                 | 김교식(金敎植) | 2024년 1월 5일~2024년 5월 29일   |                      |
| 우원식   |                                 | 조오섭(曺五燮) | 2024년 6월 7일~                  | [ 1 ]                |

  국회의장비서실장. 2025년 1월 21일 확인.

## 같이 보기
- 국회의장
- 국회부의장
- 국회사무처
- 국회사무총장
- 국회사무처 차장